# Agrotis cordata
Agrotis cordata là một loài bướm đêm trong họ Noctuidae.